# 塗工紙
塗工紙（とこうし。英語：coated paper）は、表面に塗料を塗布し、美感や平滑さを高めた紙。主に印刷に用いられ、経済産業省の「生産動態統計分類」では印刷用塗工紙に分類される。非塗工紙と比べ、光沢があり、インクののりがよく、着色効果が高いため、高級な印刷物に適する。紙の片面を塗工する場合と、両面を塗工する場合があり、印刷用では両面に塗工するのが一般的である。

## 塗料
塗料は、クレー（カオリン）や炭酸カルシウムなどの白色顔料と、デンプンなどの接着剤(バインダー)を混合して作る。塗料は、紙の製造工程の中でコーターという機械を使って塗布する。コーターには、抄紙機と直結することで抄紙・塗工を1工程とするオンマシン式と、抄紙とは別工程とするオフマシン式がある。

## 塗工紙の種類

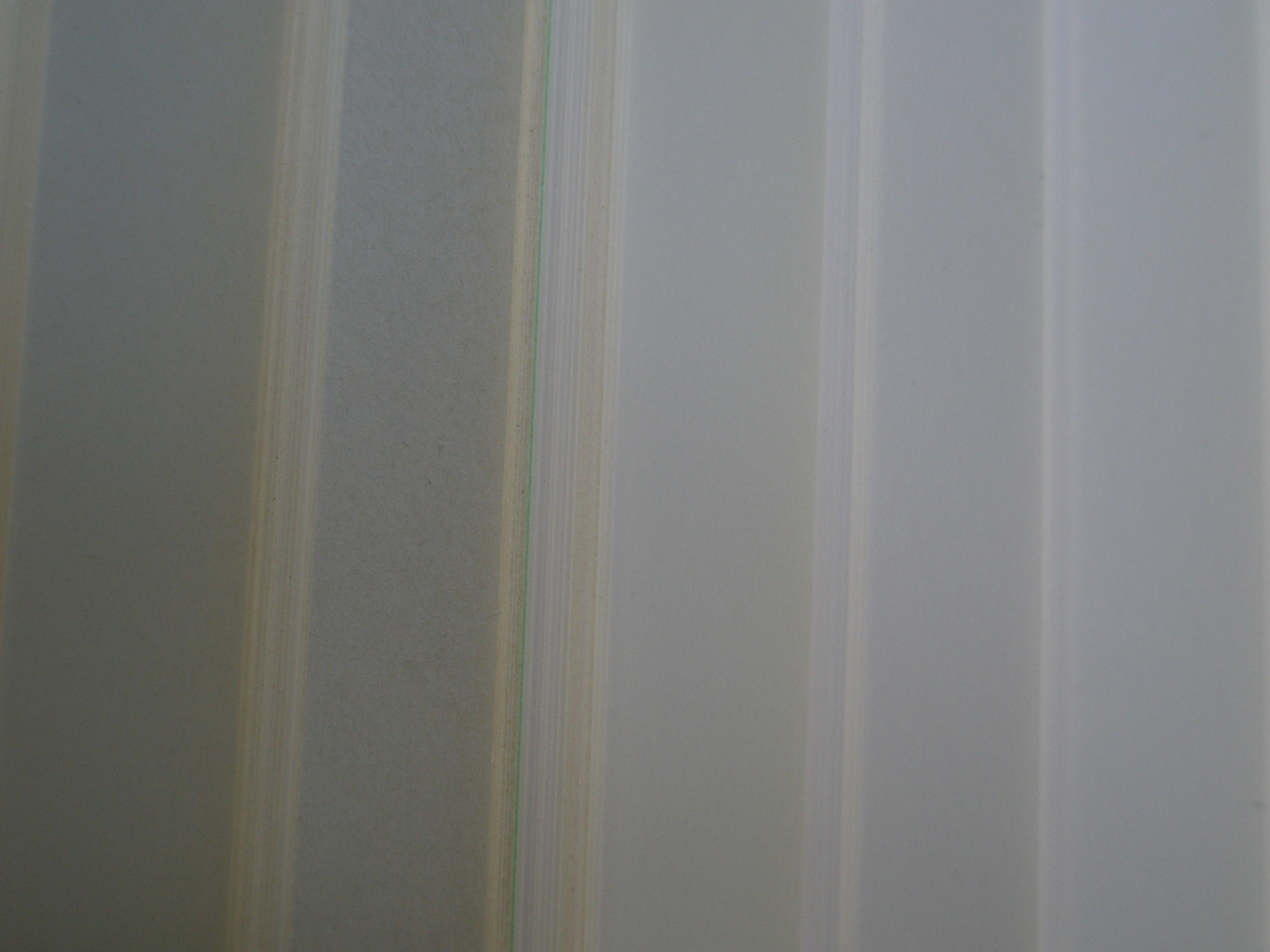
コート紙の例

アート紙
上級印刷用紙（上質紙、化学パルプ使用率が100%の紙）に40g/m2前後の塗料を塗工した印刷用紙。高級カタログ・カレンダー・ポスターなど、高度な再現性が求められる印刷物に使われる。
コート紙
20g/m2 - 40g/m2程度の塗料を塗工した印刷用紙。塗工紙の主流を占める。上級印刷用紙を塗工した上質コート紙と、中質印刷用紙（中質紙、化学パルプ使用率70%以上の紙）を塗工した中質コート紙に分類される。上質コート紙は本の表紙やカラーページ、カタログ・ポスター・高級チラシなどに使用され、中質コート紙は雑誌の表紙やカラーページ、チラシなどに使われる。
軽量コート紙
15g/m2前後の塗料を米坪の低い紙に塗工した印刷用紙。コート紙と同様に、上質軽量コート紙と中質軽量コート紙に分類される。
キャスト紙
アート紙やコート紙を、キャストドラムという機械で表面に圧力をかけることで、光沢や印刷効果がより高くなるように仕上げた紙。この作業は非常に時間がかかり、キャスト塗工紙の生産速度は、通常の塗工紙と比べて1/10以下である。
微塗工紙
微塗工紙は、12g/m2以下という、塗工紙より少ない塗料を塗工した印刷用紙。英語のLightweight coated paperを略してLWCとも呼ばれる。1987年頃に登場した比較的新しい品種である。塗工紙を塗工するときのコーターよりも簡便なオンマシン式の装置で塗工される。

## グロス系とマット系
塗工紙は、グロス系とマット系に分類されることもある。
グロス系
光沢のある塗工紙をグロス系といい、カラー印刷などに適している。
マット系
光沢の低い塗工紙をマット系という。着色効果が高い一方で、低光沢のために文字が読みやすい。そのため、カラー写真や画像と文字が同じページ内に並ぶ高級書籍・カラー百科事典・パンフレットなどに向いている。

## リサイクル上の注意
塗料に含まれる炭酸カルシウムなどの無機物（灰分）が多いため、紙をリサイクルすると、次に作る紙の強度低下につながりやすい。このため、なるべく他の紙と分別し、配合比を管理しやすくするとともに、板紙の芯部分などに使う再生パルプの原料とすることが多い。一般的に古紙分類の上では雑誌に分類されるが、印刷工場から出る未印刷のものは白アート、印刷されたものは色上やケントと分類される。炭酸カルシウムは、酸性紙の定着剤として使われる硫酸アルミニウムと反応して、石膏の成分である硫酸カルシウムを発生させ、抄紙系内にスケールと呼ばれる付着物ができる可能性もある。